# Innerwick Castle
Innerwick Castle ist eine Burgruine in der Nähe des Dorfes Innerwick und etwa acht Kilometer von Dunbar in der schottischen Council Area East Lothian entfernt. Die Ruine liegt am Bach Thornton Burn über dem Tal Thornton Glen.
Die Ruine ist als Scheduled Monument denkmalgeschützt.
Die Burg wurde im 14. Jahrhundert an „der Kante eines steilen Tales“ errichtet, war eine Festung der Stuarts und der Hamiltons. Mehrfach wurde Innerwick Castle erweitert, dann aber 1548 von Edward Seymout, 1. Duke of Somerset, eingenommen und zerstört. Sowohl Innerwick Castle als auch Thornton Castle waren strategisch wichtig für die Sicherung der Wege aus dem Süden.
Innerwick Castle liegt im Baronat Innerwick. Der letzte Baron Innerwick war Colonel Victor Charles Vereker Cowley of Crowhill (1918–2008). Heute gehört das Thornton Glen zum Crowhill Estate und wird vom Scottish Wildlife Trust verwaltet. Das Tal wird als wichtiger Lebensraum für in Schottland seltene Farnarten angesehen. Die Überreste der Burg liegen auf einer Klippe, die bei Kletterern beliebt ist.